# Wagon

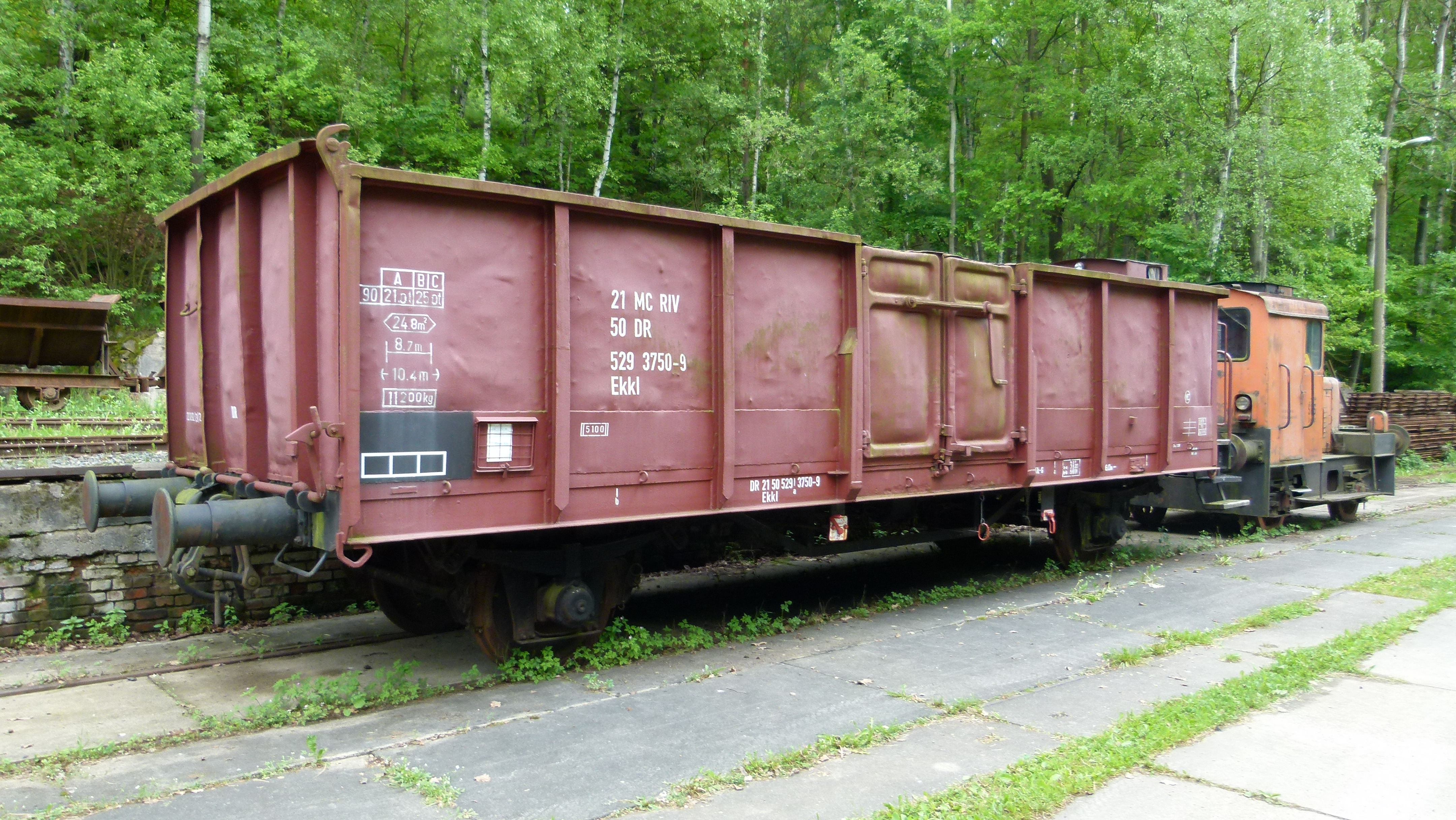
Wagon towarowy

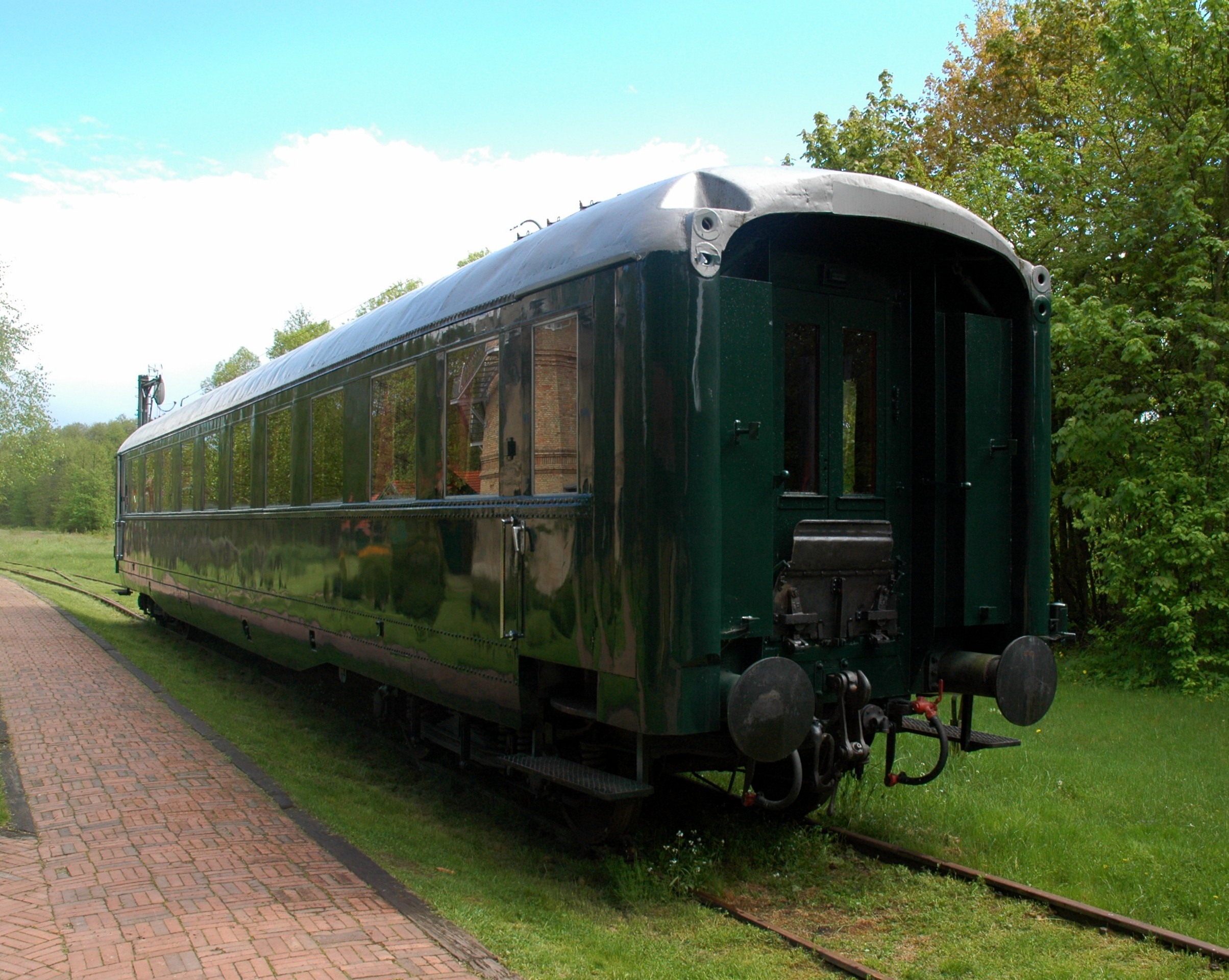
Wagon pasażerski

Wagon – pojazd szynowy służący do przewozu osób, zwierząt, ładunków lub urządzeń w kolejowym transporcie lądowym. Wagon porusza się po torze lub linie (kolej linowa).
Wagon jest zasadniczo przystosowany do napędzania przez pojazd trakcyjny (lokomotywa, wagon silnikowy, drezyna) lub napęd stacjonarny poprzez ciągnięcie lub pchanie. Podwozie ma wyposażone w urządzenia umożliwiające sprzęganie w składy pociągowe. W przypadku posiadania własnego napędu wagon jest pojazdem trakcyjnym określanym jako wagon silnikowy i może stanowić pociąg samodzielnie lub w połączeniu z innymi wagonami. Ważnym elementem wyposażenia wagonów są urządzenia hamulcowe, umożliwiające hamowanie pociągu - zmniejszenie prędkości jazdy lub zatrzymanie.
W kolejnictwie wagony stanowią najliczniejszą grupę taboru kolejowego. Wyróżnia się:
- wagony do przewozu podróżnych lub ich rzeczy – wagony osobowe lub specjalne, w tym
  - pasażerskie
  - bagażowe
  - bagażowo-pocztowe
  - barowe
  - restauracyjne
  - kuszetki
  - pocztowe
  - sypialne
  - salonowe
  - ogrzewcze
  - więźniarki

- wagony do przewozów towarowych – wagony towarowe, w tym
  - niekryte (węglarki, platformy)
  - kryte
  - do przewozu cieczy, gazów i materiałów sypkich lub sproszkowanych (cysterny, wagony garnkowe i zbiornikowe)
  - specjalne (wagony chłodnie do przewozu produktów łatwo psujących się, wagony do przewozu owoców, wagony do przewozu nierogacizny i drobiu)
  - samowyładowcze
  - służbowe (brankardy)

- wagony przeznaczone do obsługi technicznej infrastruktury i innych zadań – wagony techniczno-gospodarcze, w tym 
  - badawcze
  - magazynowe
  - socjalne
  - tarowe
  - dźwigi
  - pługi odśnieżne
  - koparki
  - szlifierki
  - żurawie kolejowe na podwoziach wagonowych

oraz inne.
Wagonami określa się również pojazdy wchodzące w skład zespołów trakcyjnych.